# Ramiel
Ramiel (in aramaico דעמאנל e in greco ‘Ραμιήλ) è il nome di uno dei 20 capi degli angeli vigilanti, gli angeli caduti e ormai demòni, citati nel libro di Enoch. Non deve essere confuso con Remiel, che sempre secondo il libro di Enoch, è il sesto arcangelo.
Il suo nome significa "fulmine inviato da Dio" o meglio "fulmine divino"; nella tradizione popolare è molto spesso confuso con Azazel, chiamato anche Rameel.
Nel libro di Enoch Ramiel è al comando di 10 angeli caduti, mentre Remiel è responsabile della speranza nel mondo.